# Myron T. Herrick

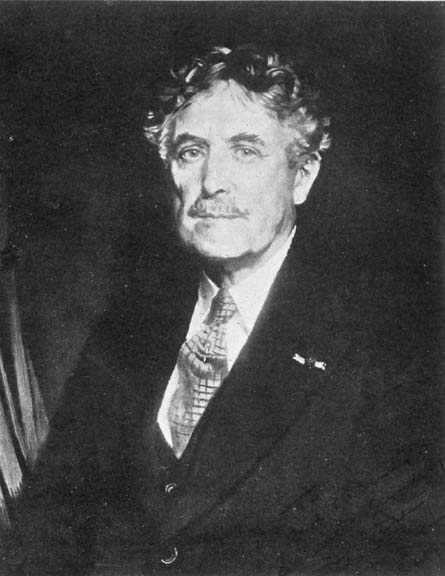
Myron T. Herrick

Myron Timothy Herrick (* 9. Oktober 1854 in Huntington, Lorain County, Ohio; † 31. März 1929 in Paris) war ein US-amerikanischer Politiker und von 1904 bis 1906 der 42. Gouverneur des Bundesstaates Ohio.

## Frühe Jahre und politischer Aufstieg
Herrick war der zweite Sohn von Timothy Robinson Herrick, einem Farmer, und dessen Frau Mary Lucinda (geb. Hulburt). Nach der Grundschule verdiente sich der junge Myron Herrick sein Geld, indem er selbst als Lehrer unterrichtete und Artikel für Zeitungen verfasste. Mit dem so gewonnenen Geld finanzierte er ein Jurastudium. Im Jahr 1878 wurde er in Ohio als Rechtsanwalt zugelassen. Danach begann er in seinem neuen Beruf zu arbeiten. Er betätigte sich aber auch auf anderen Gebieten und war dort sehr erfolgreich. So wurde er Präsident der Society for Savings. Bald war er auch Präsident einiger Eisenbahngesellschaften. Im Jahr 1901 wurde er Präsident der American Bankers Association. Herrick war aber auch an anderen Firmen in vielen Branchen beteiligt.
Am 30. Juni 1880 heiratete er Caroline Marina Parmely (1855–1918) aus Dayton (Ohio). Aus der Ehe ging ein Sohn hervor, Parmely Webb Herrick (1881–1937).
Herrick war Mitglied der Republikanischen Partei. Er saß zwei Jahre lang im Stadtrat von Cleveland und gehörte dem Stab von William McKinley in dessen Zeit als Gouverneur von Ohio an. Herrick bekleidete sowohl auf Bundes- als auch auf Staatsebene führende Positionen in seiner Partei. Er unterstützte außerdem McKinleys Präsidentschaftswahlkampf. Im Jahr 1903 wurde er mit 54,9 Prozent der Stimmen gegen den Demokraten Tom L. Johnson zum Gouverneur seines Staates gewählt.

## Gouverneur von Ohio
Myron Herrick trat seine zweijährige Amtszeit am 11. Januar 1904 an. Sein Vizegouverneur war der spätere US-Präsident Warren G. Harding. Zu dieser Zeit war die Republikanische Partei in zwei Faktionen gespalten, die von Senator Mark Hanna auf der einen und Senator Joseph B. Foraker auf der anderen Seite angeführt wurden. Der Gouverneur war um Neutralität bemüht. Aber fast jede seiner Entscheidungen stieß bei der einen oder anderen Gruppierung auf Ablehnung. Dann zog er sich durch seine Haltung in der Prohibitionsfrage noch den Zorn von Teilen der Kirche zu. Durch diese Querelen blieb seine Amtszeit ohne größere politische Erfolge. Aufgrund seiner gesunkenen Popularität unterlag er bei den Wahlen des Jahres 1905 dem Demokraten John M. Pattison.

## Weiterer Lebenslauf
Nach dem Ende seiner Gouverneurszeit widmete sich Herrick zunächst wieder seinen vielen geschäftlichen Aktivitäten. Am 15. Februar 1912 wurde er von US-Präsident William Howard Taft als Nachfolger von Robert Bacon zum Botschafter der Vereinigten Staaten in Frankreich ernannt. Seine für Anfang April 1912 geplante Ankunft in Paris verspätete sich, sodass Bacon und seine Familie ihre geplante Abfahrt in Cherbourg am 10. April an Bord der Titanic absagen mussten und stattdessen am 20. April an Bord der France in die USA zurückkehrten. 
Diese Position behielt er bis November 1914. In Frankreich erlebte er auch den Beginn des Ersten Weltkrieges in Europa. Nach seiner Rückkehr bewarb er sich im Jahr 1916 erfolglos um einen Sitz im US-Senat; er verlor gegen den Demokraten Atlee Pomerene. Im Jahr 1921 wurde er von Präsident Harding, seinem ehemaligen Vizegouverneur, als Nachfolger von Hugh Campbell Wallace erneut zum Botschafter in Frankreich ernannt. Dieses Amt behielt er bis zu seinem Tod im Jahr 1929. Im Jahr 1927 gehörte er zu der Delegation, die Charles Lindbergh nach dessen Atlantiküberquerung im Alleinflug in Paris empfing.